# Theodor Kaluza (Mathematiker, 1885)
Theodor Franz Eduard Kaluza (* 9. November 1885 in Wilhelmsthal (1899 eingemeindet nach Oppeln), Oberschlesien; † 19. Januar 1954 in Göttingen) war ein deutscher Mathematiker. Zusammen mit Oskar Klein entwickelte er die Kaluza-Klein-Theorie.

## Leben
Kaluza entstammte einer deutschen katholischen Familie aus der Stadt Ratibor in Oberschlesien (jetzt Racibórz in Polen). Er selbst wurde in Wilhelmsthal, einem Dorf, das 1899 der Stadt Oppeln (heute Opole) eingemeindet wurde, geboren. Seine Jugend verlebte er in Königsberg (Preußen), wo sein Vater Max Kaluza Professor für Anglistik war.

## Wissenschaftlicher Werdegang
Er studierte Mathematik, Physik und Astronomie an der Albertina in Königsberg und promovierte dort am 17. August 1907 unter der Anleitung von Meyer über das Thema Die Tschirnhaustransformation algebraischer Gleichungen mit einer Unbekannten. 1909 folgte die Habilitation und er wurde zum Privatdozenten ernannt. In dieser Position verbrachte er ungewöhnlich lange Zeit, nämlich 20 Jahre, bevor er 1929 als Professor für Mathematik auf einen Lehrstuhl an die Universität Kiel berufen wurde. 1935 folgte er einem Ruf nach Göttingen, wo er bis zu seiner Emeritierung lehrte und forschte. 1938 wurde er zum ordentlichen Mitglied der Göttinger Akademie der Wissenschaften gewählt.
Kaluza ist vor allem aufgrund seines originellen Lösungsansatzes für eine vereinheitlichte Feldtheorie bekannt, die die Gravitation und die Maxwellsche Elektrodynamik vereinen sollte. Dazu führte er zur vierdimensionalen Raumzeit der Relativitätstheorie eine 5. Dimension ein, welche die Integration der Maxwellschen Gleichungen ermöglichte. Als Einstein von der Theorie erfuhr, war er sehr beeindruckt und schrieb an Kaluza:

„Ich habe grossen Respekt vor der Schönheit und Kühnheit Ihres Gedankens.“

Mit Unterstützung Einsteins wurde die Arbeit 1921 in dem Werk Sitzungsberichte der Preußischen Akademie der Wissenschaften veröffentlicht. Der große Erfolg der sich entwickelnden Quantenmechanik ließ jedoch in den kommenden Jahren diese Arbeit allmählich in den Hintergrund des wissenschaftlichen Interesses treten. Einstein äußerte vorsichtig, aber anerkennend:

„Ob sich Kaluzas Idee bewähren wird, kann man noch nicht sagen, Genialität wird man ihr zuerkennen müssen.“

## Persönlichkeit

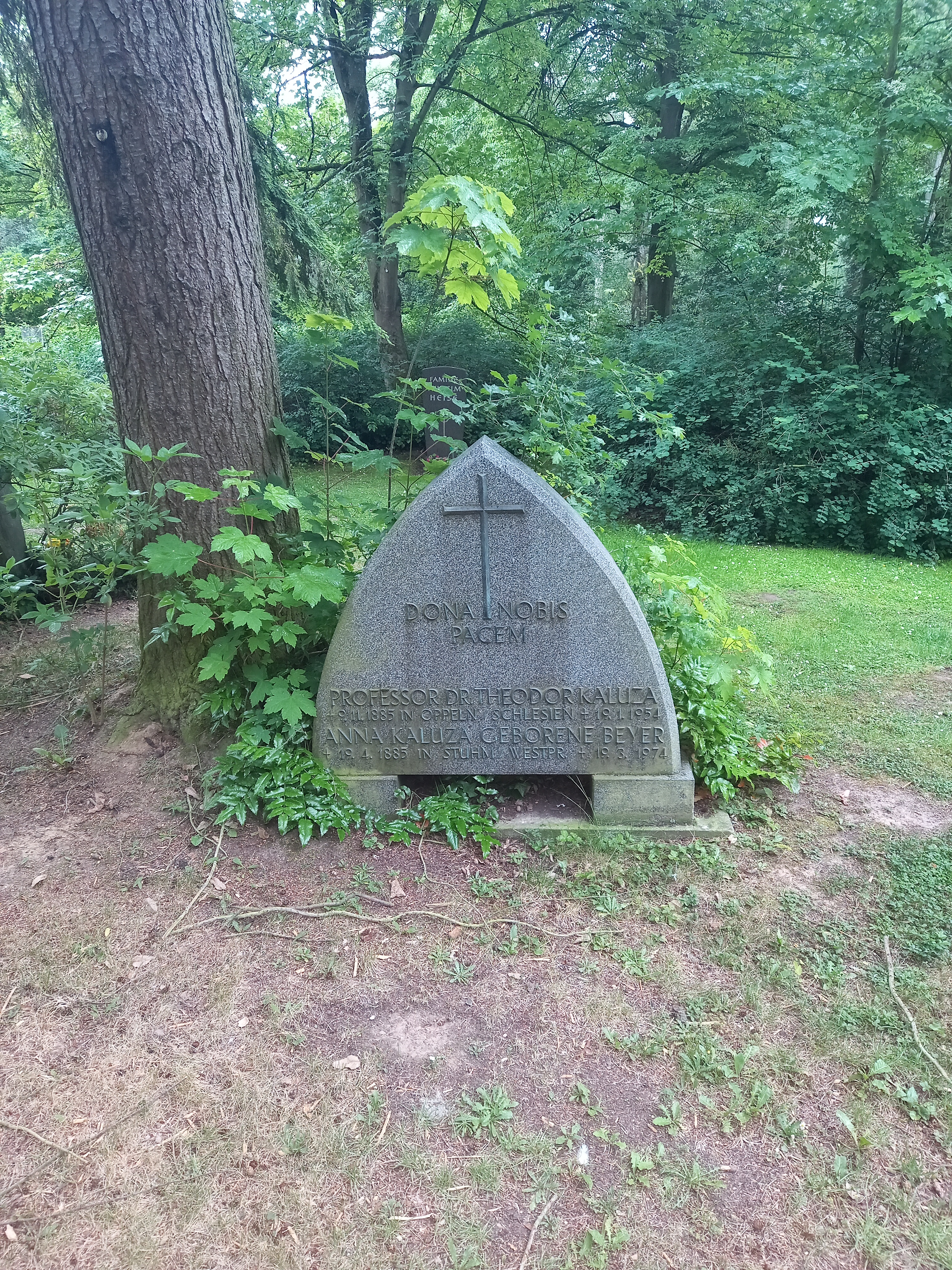
Das Grab von Theodor Kaluza und seiner Ehefrau Anna geborene Beyer auf dem Stadtfriedhof Göttingen

Kaluza war ein außerordentlich vielseitig gebildeter, polyglotter Mensch (er soll bis zu 17 Sprachen gesprochen oder geschrieben haben, darunter Arabisch, Hebräisch, Litauisch, Ungarisch u. a. m.). Zudem war er eine ungewöhnlich bescheidene Persönlichkeit. Aus seiner Ablehnung der nationalsozialistischen Ideologie machte er nie einen Hehl, weswegen seine Berufung auf den Göttinger Lehrstuhl nur unter Schwierigkeiten und durch den Schutz seines Göttinger Kollegen Helmut Hasse möglich wurde. Aus seinem Privatleben wurden kuriose Dinge erzählt: So soll er sich als schon über 30-jähriger Nichtschwimmer nur durch Lektüre eines Buches das Schwimmen beigebracht haben und es tatsächlich schon beim ersten Versuch im Wasser beherrscht haben.
Theodor Kaluzas Sohn war der Mathematiker und Hochschullehrer Theodor Kaluza (1910–1994).